# Alto Lucero, Chilchotla
Alto Lucero är en ort i Mexiko.   Den ligger i kommunen Chilchotla och delstaten Puebla, i den sydöstra delen av landet, 200 km öster om huvudstaden Mexico City. Alto Lucero ligger 2 546 meter över havet och antalet invånare är 177.
Terrängen runt Alto Lucero är kuperad åt nordväst, men åt sydost är den bergig. Runt Alto Lucero är det ganska glesbefolkat, med 36 invånare per kvadratkilometer. Närmaste större samhälle är Tlanalapan, 7,9 km väster om Alto Lucero. I omgivningarna runt Alto Lucero växer i huvudsak blandskog.